# Pleurospermum bicolor
Pleurospermum bicolor är en flockblommig växtart som först beskrevs av Adrien René Franchet, och fick sitt nu gällande namn av C.Norman och Z.H.Pan. Pleurospermum bicolor ingår i släktet piplokor, och familjen flockblommiga växter. Inga underarter finns listade i Catalogue of Life.